# Santos Michelena (paroisse civile)
Pour les articles homonymes, voir Michelena.
Santos Michelena est l'une des deux paroisses civiles de la municipalité de Santos Michelena dans l'État d'Aragua au Venezuela. Sa capitales est Las Tejerías, chef-lieu de la municipalité.

## Géographie

### Démographie
Hormis sa capitale Las Tejerías divisée en plusieurs quartiers, la paroisse civile possède plusieurs localités :
- Boca de Cagua
- Curiepe
- Guayita
- Jabillal
- Jabonera
- La Esperanza
- La Galindera (partagé avec José Rafael Revenga)
- La Peña del Tigre
- Las Tejerías
  - El Beisbol
  - Guaicaipuro
  - Guayas
  - La Lomita
  - Las Brisas
  - Libertador
  - Los Cachos
  - Ruíz Pineda
  - Sucre
- Morocopo